# Болотово (Галичский район)
Болотово — деревня в Лопарёвском сельском поселении Галичского района Костромской области России.

## География
Деревня расположена у реки Долгуша или Пономарица.

## История
Согласно Спискам населенных мест Российской империи в 1872 году деревня относилась к 2 стану Галичского уезда Костромской губернии. В ней числилось 14 дворов, проживало 49 мужчин и 60 женщин. В деревне располагалось Свиньинское волостное правление.
Согласно переписи населения 1897 года в деревне проживало 142 человека (64 мужчины и 78 женщин).
Согласно Списку населенных мест Костромской губернии в 1907 году деревня относилась к Свиньинской волости Галичского уезда Костромской губернии. По сведениям волостного правления за 1907 год в ней числилось 27 крестьянских дворов и 152 жителя. Основными занятиями жителей деревни, помимо земледелия, были плотницкий и малярный промыслы и сельскохозяйственные работы.

## Население
Численность населения населённого пункта менялась по годам:
| Население по годам  |      |      |      |      |      |      |
| Год                 | 1877 | 1897 | 1907 | 2008 | 2012 | 2014 |
| Жителей             | 109  | 142  | 152  | 4    | 1    | 1    |
| Крестьянских дворов | 14   | —    | 27   | —    | —    | —    |